# Девін (Техас)
Девін (англ. Devine) — місто (англ. city) в США, в окрузі Медина штату Техас. Населення — 4324 особи (2020).

## Географія
Девін розташований за координатами 29°8′45″ пн. ш. 98°54′18″ зх. д. / 29.14583° пн. ш. 98.90500° зх. д. (29.145834, -98.904985).  За даними Бюро перепису населення США в 2010 році місто мало площу 8,36 км², з яких 8,34 км² — суходіл та 0,03 км² — водойми.

## Демографія
Згідно з переписом 2010 року, у місті мешкало 4350 осіб у 1520 домогосподарствах у складі 1112 родин. Густота населення становила 520 осіб/км².  Було 1676 помешкань (200/км²).
Расовий склад населення:
| - 85,4 % — білих - 1,0 % — корінних американців - 1,0 % — чорних або афроамериканців - 0,2 % — азіатів - 0,1 % — вихідців з тихоокеанських островів - 10,9 % — осіб інших рас |

До двох чи більше рас належало 1,5 %. Частка іспаномовних становила 60,0 % від усіх жителів.
За віковим діапазоном населення розподілялося таким чином: 29,1 % — особи молодші 18 років, 57,0 % — особи у віці 18—64 років, 13,9 % — особи у віці 65 років та старші. Медіана віку мешканця становила 35,5 року. На 100 осіб жіночої статі у місті припадало 93,2 чоловіків;  на 100 жінок у віці від 18 років та старших — 89,2 чоловіків також старших 18 років.
Середній дохід на одне домашнє господарство  становив 64 509 доларів США (медіана — 59 891), а середній дохід на одну сім'ю — 71 198 доларів (медіана — 72 527). За межею бідності перебувало 13,3 % осіб, у тому числі 10,5 % дітей у віці до 18 років та 19,7 % осіб у віці 65 років та старших.
Цивільне працевлаштоване населення становило 1800 осіб. Основні галузі зайнятості: освіта, охорона здоров'я та соціальна допомога — 23,2 %, транспорт — 13,4 %, науковці, спеціалісти, менеджери — 13,3 %.